# Kurt Engstler
Kurt Engstler (10 luglio 1949) è un ex sciatore alpino e allenatore di sci alpino austriaco.

## Biografia
Discesista puro originario di Schruns, Engstler in Coppa Europa nella stagione 1971-1972 vinse la classifica di specialità; in Coppa del Mondo ottenne tre piazzamenti a punti, tutti nella stagione 1972-1973: 6º in Val Gardena il 15 dicembre, 8º a Grindelwald il 13 gennaio e 7º a Sankt Moritz l'11 febbraio. Nella stagione 1974-1975 in Coppa Europa vinse nuovamente la classifica di specialità e fu 2º in quella generale, suo ultimi risultati agonistici; non prese parte a rassegne olimpiche e non ottenne piazzamenti ai Campionati mondiali. Dopo il ritiro divenne allenatore nei quadri della Federazione sciistica dell'Austria.

## Palmarès

### Coppa del Mondo
- Miglior piazzamento in classifica generale: 34º nel 1973

### Coppa Europa
- Miglior piazzamento in classifica generale: 2º nel 1975[2]
- Vincitore della classifica di discesa libera nel 1972[1] e nel 1975[2]
- 8 vittorie[senza fonte]

#### Coppa Europa - vittorie
| Stagione | Località | Paese      | Specialità |
| -------- | -------- | ---------- | ---------- |
| 1972     | Thyon    | Svizzera   | DH         |
| 1972     | Thyon    | Svizzera   | DH         |
| 1974     | Megève   | Francia    | DH         |
| 1975     | Laax     | Svizzera   | DH         |
| 1975     | Laax     | Svizzera   | DH         |
| 1975     | Morzine  | Francia    | DH         |
| 1975     | Jahorina | Jugoslavia | DH         |
| 1975     | Jahorina | Jugoslavia | DH         |

Legenda:

DH = discesa libera

### Campionati austriaci
- 2 medaglie:
  -  2 argenti (discesa libera nel 1971; discesa libera nel 1974)[senza fonte]